# Rosalind Franklin
Rosalind Elsie Franklin  (Reino Unido: /ˈɹɒzəlɪnd ˈfɹæŋklɪn/; Londres, 25 de julio de 1920-Londres, 16 de abril de 1958), fue una química y cristalógrafa británica cuyo trabajo fue fundamental para la comprensión de las estructuras moleculares del ácido desoxirribonucleico (ADN), el ácido ribonucleico (ARN), los virus, el carbón y el grafito. Aunque sus trabajos sobre el carbón y los virus fueron reconocidos durante su vida, su contribución al descubrimiento de la estructura del ADN pasó desapercibida. A causa de ello, ha sido calificada como "heroína agraviada", "heroína olvidada","dama oscura del ADN","ícono feminista" y "la Sylvia Plath de la biología molecular".
En 1941 se licenció en Ciencias Naturales en el Newnham College de Cambridge y, a continuación, se matriculó en un doctorado en Química Física con Ronald George Wreyford Norrish, titular de la cátedra de Química Física de 1920 en la Universidad de Cambridge. Decepcionada por la falta de entusiasmo de Norrish, en 1942 aceptó un puesto de investigación en la British Coal Utilisation Research Association (BCURA). La investigación sobre el carbón le permitió obtener un doctorado en Cambridge en 1945. En 1947 se trasladó a París como chercheur (investigadora postdoctoral) a las órdenes de Jacques Mering en el Laboratoire Central des Services Chimiques de l'État, y se convirtió en una consumada cristalógrafa de rayos X. Tras incorporarse al King's College de Londres en 1951 como investigadora asociada, descubrió las propiedades clave del ADN, lo que finalmente facilitó la descripción correcta de la estructura de doble hélice del ADN. Debido a desavenencias con su director, John Randall, y su colega Maurice Wilkins, se vio obligada a trasladarse al Birkbeck College en 1953.
En abril de 2023, científicos, basados en nuevas pruebas, concluyeron que Rosalind Franklin contribuyó de la misma forma que sus compañeros en el proceso de descubrimiento del ADN, en lugar de como se presentó posteriormente al momento del descubrimiento.
Franklin es más conocida por su trabajo sobre las imágenes de difracción de rayos X del ADN mientras estaba en el King's College de Londres, en particular la Fotografía 51, tomada por su alumno Raymond Gosling, que condujo al descubrimiento de la doble hélice del ADN, por el que Francis Crick, James Watson y Maurice Wilkins compartieron el Premio Nobel de Fisiología o Medicina en 1962. Watson sugirió que lo ideal hubiera sido que Franklin recibiera el Premio Nobel de Química, junto con Wilkins, pero, aunque todavía no existía una norma que prohibiera los premios póstumos, el Comité Nobel no solía hacer nominaciones póstumas.
Trabajando bajo la dirección de John Desmond Bernal, Franklin dirigió un trabajo pionero en Birkbeck sobre las estructuras moleculares de los virus. El día antes de desvelar la estructura del virus del mosaico del tabaco en una feria internacional en Bruselas, murió de cáncer de ovario a la edad de 37 años en 1958. Aaron Klug, miembro de su equipo, continuó sus investigaciones y obtuvo el Premio Nobel de Química en 1982.

## Biografía
Rosalind Franklin nació el 25 de julio de 1920 en Londres, segunda de cinco hermanos, tres de ellos varones, en una familia judía que llevaba cuatro generaciones dedicada a la banca. Su educación más temprana, hasta los 18 años, la recibió en varios colegios de prestigio, una escuela privada en Norland Place, en el oeste de Londres, en la Escuela Lindores para Señoritas, y en la Escuela St Paul's para niñas, donde fue sobresaliente en todos los deportes y materias, incluyendo una estancia en Francia con un programa que incluía, además de costura y deporte, aula de debate y, sobre todo, física y química. Vuelve a casa y aprueba el examen de ingreso en el Newnham College, en Cambridge, para estudiar ciencias experimentales y, en concreto, química.
Ganó una beca de estudios de 30 libras al año por tres años. Su padre le pidió que donara el dinero a estudiantes refugiados de la Segunda Guerra Mundial. Después estudió Ciencias Naturales en Cambridge, donde se graduó en 1941. Ganó una beca universitaria en la Universidad de Cambridge, en el laboratorio de fisicoquímica, bajo la supervisión de Ronald George Wreyford Norrish, quien la decepcionó por su falta de entusiasmo. Afortunadamente, la Asociación Británica para la Investigación del Uso del Carbón (BCURA, por sus siglas en inglés) le ofreció una plaza de investigadora en 1942, y fue así como inició su trabajo sobre el carbón. Esto la ayudó a obtener su doctorado en 1945. Fue a París en 1947, como chercheuse (investigadora postdoctoral) bajo la supervisión de Jacques Mering en el Laboratorio Central de Servicios Químicos del Estado, donde se convirtió en una consumada cristalógrafa de rayos X. Se unió al King's College de Londres en 1951, pero se vio obligada a mudarse al Birkbeck College pasados únicamente dos años, debido a desacuerdos con su director John Randall y, más aún, con su colega Maurice Wilkins. En Birkbeck, J. D. Bernal, director del Departamento de Física, le ofreció un equipo de investigación por separado. 
Franklin tomó las imágenes de ADN por difracción de rayos X durante su estancia en el King's College, en Londres. Estas imágenes, que sugerían una estructura helicoidal y que permitieron generar inferencias sobre detalles claves acerca del ADN, fueron mostradas por Wilkins a Watson. Según Francis Crick, la investigación y datos obtenidos por ella fueron clave para la determinación del modelo de Watson y Crick de la doble hélice del ADN en 1953. Watson confirmó esta opinión a través de una afirmación propia en la inauguración del edificio Franklin-Wilkins en el 2000.
Su trabajo fue el cuarto en publicarse en una serie de artículos sobre el ADN en la revista Nature, el primero de los cuales fue el de Watson y Crick. Watson, Crick y Wilkins compartieron el Premio Nobel de Fisiología o Medicina en 1962. Watson puntualizó que Franklin debió haber sido galardonada también con el Premio Nobel de Química, junto con Wilkins.
Una vez concluido su trabajo en el ADN, con su propio equipo en Birkbeck College, Franklin dirigió investigaciones acerca de las estructuras moleculares de los virus, que llevó a descubrimientos nunca antes vistos. Dentro de los virus que estudió se incluyen el virus de la polio y el virus del mosaico del tabaco. Sin embargo, falleció antes de terminar su investigación. Continuando su trabajo, su compañero de equipo y posteriormente beneficiario Aaron Klug ganó el Premio Nobel de Química en 1982.

## Primeros años y orígenes familiares
Franklin nació en 50 Chepstow Villas, en el barrio londinense de Notting Hill, en el seno de una acaudalada e influyente familia judía británica.

### Familia
Sus padres fueron Ellis Arthur Franklin (1894-1964), un banquero mercante con visión política liberal que daba cátedra en el Workings Men's College, y Muriel Frances Waley (1894-1976). Rosalind era la hija mayor y la segunda de una familia de cinco hijos: David (1919), el hermano mayor; Colin (1923), Roland (1926) y Jenifer (1929) eran sus hermanos menores.
Herbert Louis Samuel, tío de su padre, fue un importante político, ejerciendo como Ministro del Interior en 1916 (siendo el primer judío practicante miembro del gabinete británico) y primer alto comisionado del Mandato Británico de Palestina. Su tía, Helen Caroline Franklin, conocida en la familia como Mamie, estuvo casada con Norman de Mattos Bentwich, quien fue el procurador general en el Mandato Británico. Helen era activa en organizaciones sindicales y en el movimiento del sufragio femenino, y posteriormente perteneció al Consejo del Condado de Londres. Su tío, Hugh Franklin, fue otra figura prominente del movimiento sufragista, aunque sus acciones en el mismo resultaran motivo de vergüenza para la familia Franklin. Rosalind recibió su segundo nombre, "Elsie", en memoria de la primera esposa de Hugh, quien murió en la pandemia de gripe de 1918. El Working Men's College era sede de actividades de la familia, donde su padre impartía materias como electricidad, magnetismo e historia de la Gran Guerra por las tardes, donde después ocupó el cargo de subdirector.
Los padres de Franklin ayudaron al asentamiento de refugiados judíos de Europa, quienes habían escapado de los nazis, particularmente a los del kindertransport. Los Franklin acogieron a dos niños judíos en su hogar, uno de los cuales, Evi Eisenstädter (quien tenía nueve años de edad y provenía de Austria), compartía habitación con Jenifer. El padre de Evi, Hans Mathias Eisenstädter estuvo encarcelado en Buchenwald, y después de su liberación, la familia adoptó el apellido "Ellis".

### Educación
Desde su infancia, Franklin demostraba habilidades escolares excepcionales. A los seis años, ingresó a la Escuela Norland Place, donde su hermano David ya estudiaba, la cual era privada y se encontraba en la Avenida Holland Park, en el Oeste de Londres. En ese tiempo su tía Mamie (Helen Bentwich) le dijo a su esposo: «Rosalind es inteligente de manera alarmante —pasa todo su tiempo estudiando aritmética por gusto e invariablemente obtiene los resultados correctos de las sumas—». Además, desarrolló interés por el críquet y el hockey desde muy joven. A los nueve años fue admitida en un internado, la Escuela Lindores para señoritas en Sussex. La escuela estaba cerca de la costa, pues la familia deseaba un ambiente apropiado para su delicada salud.
A los once años la cambiaron a la Escuela St. Paul's para niñas, en Hammersmith, uno de los pocos colegios de niñas en Londres donde enseñaban física y química. En St. Paul tuvo un desempeño sobresaliente en las ciencias, el latín y los deportes. Además, aprendió alemán y adquirió fluidez en francés, idioma que después le sería útil. Fue la primera en sus clases y ganó premios anuales. Sus únicos problemas académicos estaban relacionados con la música, por lo cual el director de música de la escuela, el compositor Gustav Holst, llamó a su madre en una ocasión, para averiguar si había padecido un problema auditivo o tonsilitis. Con seis distinciones, se matriculó en 1938 y ganó una beca para la universidad, la Beca de Fin de Estudios (School Leaving Exhibition), de 30 libras esterlinas al año durante tres años, cinco libras esterlinas de parte de su abuelo. Su padre le pidió que cediera la beca a un estudiante refugiado que lo mereciera. Sin embargo, Rosalind pensó que sería mejor retener la beca por si algún día la necesitaba de verdad.

### Cambridge y la Segunda Guerra Mundial
Franklin asistió a Newnham College, Cambridge, en 1938 y estudió química dentro del Tripos de Ciencias Naturales. Uno de sus profesores fue el espectroscopista W. C. Price, quien después se convertiría en uno de sus colaboradores principales en el King's College. En 1941, se le otorgaron Honores de Segunda Clase por sus exámenes finales. Aceptó la distinción como un título de licenciatura en aptitudes para su empleo.  Cambridge empezó a otorgar títulos de licenciatura y maestría a las mujeres en 1947, y las mujeres que se habían graduado antes los recibieron de manera retroactiva.  En su último año en Cambridge, conoció a Adrienne Weill, una refugiada francesa que había sido alumna de Marie Curie; Adrienne fue una gran influencia en su carrera y en su vida. Con ella aprendió a hablar francés.
Franklin ganó una estancia de investigación, con la cual se unió al laboratorio de fisicoquímica de la Universidad de Cambridge para trabajar bajo la supervisión de Ronald Norrish (ganador del Premio Nobel de Química en 1967), donde se dice que «no tuvo éxito». Según su biógrafo, Norrish era «obstinado y casi perverso en las discusiones, prepotente y sensible ante las críticas». Norrish no podía decidir en qué trabajaría Franklin, y en esos momentos solía beber mucho. Franklin escribió que por esas razones lo despreciaba completamente. Renunció al laboratorio de Norrish y cumplió con los requisitos que estipulaba la ley del Servicio Militar Nacional, por lo que en 1942 comenzó a trabajar como oficial asistente de Investigación en la Asociación Británica para la Investigación del Uso del Carbón (BCURA), en Coombe Springs, cerca de Kingston upon Thames, al sudoeste de Londres. Norrish fungía como consejero militar en BCURA. John G. Bennett era el director. Marcello Pirani y Victor Goldschmidt, ambos judíos refugiados de los nazis, eran consultores y profesores en BCURA cuando Franklin asistía. Durante sus investigaciones en BCURA, vivió en la casa de huéspedes de Adrienne Weill, en Cambridge, hasta que su prima Irene Franklin le pidió que se mudara con ella a una casa desocupada perteneciente a su tío en Putney. Con Irene, fue voluntaria como guardiana de ataques aéreos y se encargó de organizar patrullas para salvaguardar el bienestar de las personas durante estos ataques.
Estudió la porosidad del carbón y comparó la densidad del helio. Descubrió la proporción entre las finas constricciones en los poros del carbón y la permeabilidad del espacio poroso. Al concluir que las sustancias eran expulsadas siguiendo un patrón de tamaño molecular, ayudó a clasificar carbones y a predecir con precisión su capacidad para ser utilizados como combustibles y para la producción de aparatos de guerra (por ejemplo, para máscaras de gas). Este trabajo fue la base de su tesis de doctorado (Ph.D.), titulada La fisicoquímica de coloides orgánicos sólidos con referencia especial al carbón, por la cual recibió el grado en 1945. Su trabajo fue la base para varios artículos.

## Carrera e investigación

### París
Con el final de la Segunda Guerra Mundial en 1945, Franklin pidió ayuda a Adrienne Weill para encontrar vacantes de trabajo para «una fisicoquímica que sabe muy poco de fisicoquímica y mucho sobre los hoyos en el carbón». En una conferencia en otoño de 1946, Weill la presentó a Marcel Mathiu, director del Centre national de la recherche scientifique (Centro Nacional para la Investigación Científica), la red de institutos que componen la mayor parte de los laboratorios de investigación respaldados por el gobierno francés. Esto conllevó a una entrevista con Jacques Mering, en el Laboratorio Central de Servicios Químicos del Estado en París. Se integró al equipo de Mering el 14 de febrero de 1947 como una de los 15 investigadores.
Mering fue un cristalógrafo de rayos X que aplicaba la difracción de los mismos al estudio del rayón y de otras sustancias amorfas, en contraste con todos los miles de cristales que se habían estado estudiando con este método durante muchos años. Él le enseñó los aspectos prácticos de la aplicación de cristalografía de rayos X a sustancias amorfas. Esto presentó nuevos retos en el desarrollo de experimentos y en la interpretación de resultados. Franklin los aplicó a problemas relacionados con el carbón, particularmente los cambios en la disposición de los átomos cuando se convierte en grafito. Publicó varios artículos más con respecto a este tema. Esta parte de su trabajo (que aparece descrito en una monografía de 1993, el anual y en otras publicaciones) se convirtió en la base del campo de la física y la química del carbón. Mering también continuó el estudio del carbón en varias formas, utilizando difracción con rayos X y otros métodos.

## King's College, Londres
En 1950, Franklin recibió la beca Turner and Newall por tres años para trabajar en King's College, Londres. En enero de 1951, empezó a trabajar como asociada de investigación en la Unidad de Biofísica del Consejo de Investigación Médica (CIM), dirigida por John Randall. Originalmente, trabajaría en difracción de rayos X aplicada a proteínas y lípidos en solución, pero Randall redirigió su trabajo a fibras de ADN, gracias a los últimos desarrollos en el campo, pues ella era la única investigadora con experiencia en difracción experimental en King's College en ese momento. Randall realizó esta resignación, aun antes de que ella iniciara sus actividades en King's, debido al consiguiente trabajo pionero hecho por Maurice Wilkins y Raymond Gosling, estudiante de doctorado a quien asignaron como su ayudante.
Con un equipo muy poco avanzado, Wilkins y Gosling pudieron obtener una imagen de ADN sobresaliente a través de difracción, lo cual logró despertar aún más interés en la molécula. Ellos trabajaban análisis de ADN por difracción en la unidad desde mayo de 1950, pero Randall no informó que había solicitado a Franklin que se encargara del trabajo de difracción en adn y el tutelaje de Gosling para su tesis. La falta de comunicación de Randall con respecto a esta asignación contribuyó de manera significativa a la bien documentada fricción que se desarrollaba entre Wilkins y Franklin.
Franklin, que trabajaba con Gosling, empezó a aplicar sus conocimientos en rayos X en la estructura del ADN. Utilizó una microcámara y un tubo nuevo de enfoque fino para rayos X, ambos ordenados por Wilkins, que ella refinó, ajustó y enfocó cuidadosamente. Utilizando su formación como físicoquímica, manipuló cuidadosamente la hidratación crítica de sus muestras. Cuando Wilkins indagó acerca de estas técnicas mejoradas, ella contestó en modos que ofendieron a Wilkins, pues Franklin actuaba "con aires de tranquila superioridad".
Franklin hablaba de manera concisa, directa e impaciente mientras miraba directamente a los ojos, lo cual ponía nerviosos a muchos de sus colegas. En cambio, Wilkins era muy tímido, premeditaba sus palabras y evitaba el contacto visual directo. A pesar de la atmósfera intensa, Franklin y Gosling descubrieron que existían dos formas de ADN: cuando la humedad era alta, la fibra de ADN adoptaba una figura larga y delgada, mientras que en estado seco adquiría una forma corta y ancha.

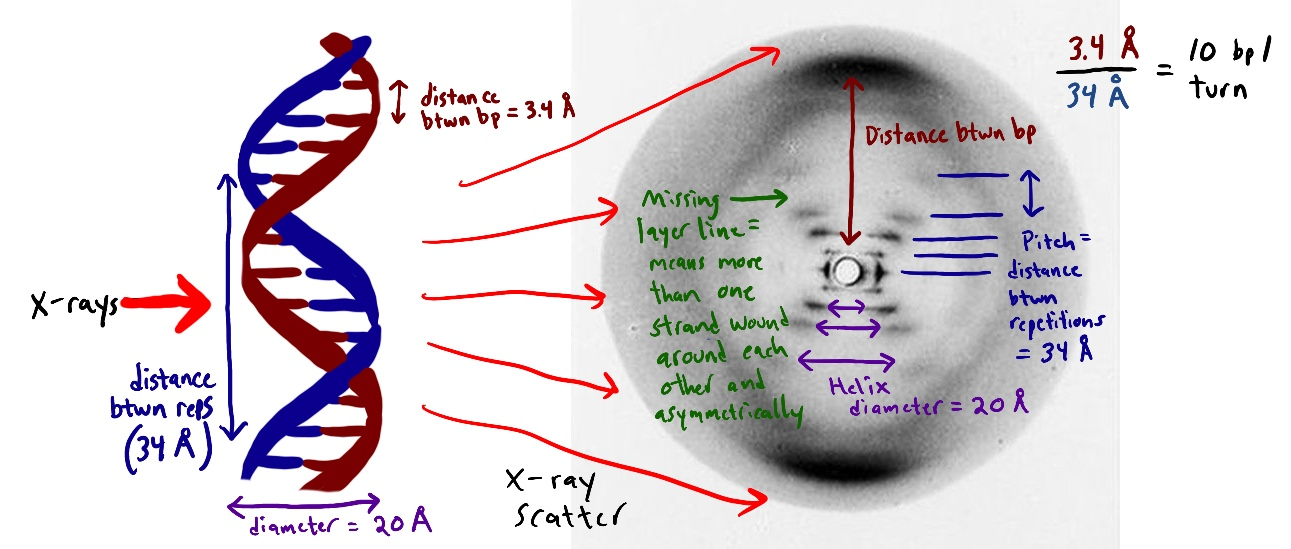
Adaptación fotografía 51, imagen de la estructura del ADN obtenida mediante difracción de rayos x en 1952

Estas formas se denominaron A y B, respectivamente. Debido al intenso conflicto de personalidades entre Franklin y Wilkins, Randall dividió el trabajo relativo al ADN. Franklin escogió la forma A, de la que poseía una base de datos basta, mientras que Wilkins seleccionó la forma B, pues sus foros preliminares habían sugerido que esta era helicoidal. Además, mostró gran agudeza en las evaluaciones de los datos preliminares. Las imágenes por difracción por rayos X tomadas por Franklin en esos días fueron, en palabras de J. D. Bernal, "algunas de las fotografías por rayos X más hermosas que se han tomado alguna vez de una sustancia".
Al final de 1951, se creía en King's College que la forma B del ADN era helicoidal, pero después de que Franklin documentó una imagen asimétrica en mayo de 1952, ella misma dejó de creer que la forma A tuviese una estructura helicoidal. En julio de 1952, a modo de broma pesada dirigida a Wilkins (quien frecuentemente expresaba que ambas formas del ADN eran helicoidales), Franklin y Gosling redactaron un aviso fúnebre donde se lamentaban por la «muerte» de la estructura cristalina helicoidal del ADN (A-ADN). Durante 1952, ellos aplicaron la función de Patterson a las imágenes de ADN que habían generado. Esto implicó un trabajo muy demandante, pero rindió frutos y acrecentó la comprensión de la estructura de la molécula.
En enero de 1953, Franklin había reconciliado sus datos en conflicto y concluyó que ambas formas de ADN estaban formadas por 2 hélices, y había comenzado a escribir una serie de tres manuscritos, dos de los cuales incluían un esqueleto ADN de doble cadena. Sus dos manuscritos acerca de la forma A se publicaron en la revista Acta Crystallographica en Copenhague el 6 de marzo de 1953, un día antes de que Watson y Crick completaran su modelo de ADN B. Ella debió de haberlos enviado mientras la pareja de Cambridge se encontraba construyendo su modelo, y sin duda los escribió antes de enterarse del contenido de su trabajo. El 8 de julio de 1953, modificó uno de esos artículos "en prueba", debido al trabajo reciente realizado por los equipos de trabajo de King's y Cambridge.
[cita requerida]
El tercer borrador hablaba acerca de la forma "B" del ADN, data del 17 de marzo de 1953 y lo descubrió años después su colega de Birkbeck, Aaron Klug, entre otros documentos suyos. Aaron publicó después una evaluación de la cercana correlación existente entre el borrador y el tercer artículo del trío original de Nature del 25 de abril de 1953. Klug diseñó este artículo para complementar el primero que había escrito, defendiendo la significativa contribución que Franklin aportó a la estructura del ADN. Había escrito el primer artículo en respuesta a la representación incompleta del trabajo de Franklin incluida en el libro de las memorias de Watson, La doble hélice, publicada en 1968.
El 30 de enero de 1953, Watson viajó a King's College con un preliminar de la propuesta de la estructura de ADN incorrecta planteada por Linus Pauling. Puesto que Wilkins no se encontraba en su oficina, Watson fue al laboratorio de Franklin con el mensaje urgente de que todos deberían colaborar, antes de que Pauling se diera cuenta de su error. Franklin, poco impresionada, se veía enojada cuando Watson sugirió que ella no sabía interpretar sus datos correctamente. Watson se retractó apresuradamente y buscó apoyo en Wilkins, quien parecía atraído por la conmoción. Wilkins se conmiseró con su hostigado amigo, y cambiaron el curso de la historia del ADN: sin prudencia, Wilkins le mostró a Watson la imagen del ADN que Gosling obtuvo por medio de difracción de rayos X. Watson, por su parte, mostró a Wilkins la pre-publicación del manuscrito de Pauling y Corey. La foto 51 de Franklin y Gosling le dio información fundamental sobre la estructura del ADN al par de Cambridge, mientras que el artículo de Pauling y Corey describía una molécula notablemente similar a su primer modelo, que era incorrecto.

### La estructura del ADN
En febrero de 1953, Francis Crick y James D. Watson, del Laboratorio de Cavendish, en la Universidad de Cambridge, habían iniciado la construcción de un modelo de la forma B del ADN utilizando datos similares a los obtenidos en King's College. Una gran parte de sus datos se derivaba de la investigación realizada por Wilkins y Franklin. La investigación de Franklin terminó cerca de febrero de 1953, antes de mudarse a Birkbeck, y sus datos resultaron críticos. La creación de modelos había sido aplicada exitosamente por Linus Pauling en 1951 para el esclarecimiento de la estructura de la hélice alfa, pero Franklin se opuso a la creación prematura de modelos teóricos hasta que se hubiese recabado información suficiente para guiar correctamente la creación de modelos. Franklin también sostenía que la construcción de un modelo debía realizarse únicamente cuando se contara con información estructural suficiente.
Siempre con cautela, buscó eliminar posibilidades que llevaran a conclusiones erróneas. Fotógrafos del equipo de trabajo de Birkberck muestran que ella utilizaba modelos moleculares pequeños rutinariamente, aunque ciertamente no empataran con los utilizados en gran escala en Cambridge para el ADN. A mediados de febrero de 1953, el tutor de tesis de Crick, Max Perutz, le proporcionó a Crick una copia del reporte escrito para una visita a King's por el comité de biofísica del consejo de investigación médica en diciembre de 1952, el cual contenía muchos cálculos cristalográficos hechos por Franklin.
Dado que Franklin había tomado la decisión de transferirse a Birkbeck College y Randall había decidido que todo el trabajo sobre el ADN debería de mantenerse en King's, Wilkins recibió copias de las fotografías de Franklin, a través de Gosling. Para el 28 de febrero de 1953, Watson y Crick sintieron que habían resuelto el problema, lo cual bastó para que Crick proclamara (en un bar local) que habían «encontrado el secreto de la vida». Sin embargo, ellos sabían que debían completar su modelo antes de que pudieran estar seguros.
Watson y Crick acabaron de construir su modelo el 7 de marzo de 1953, un día antes de recibir una carta de Wilkins, que afirmaba que Franklin finalmente se iría, y que podrían trabajar sin limitaciones. Esto también fue un día después de que dos artículos de Franklin alcanzaran el Acta Crystallographica. Wilkins acudió a ver el modelo la siguiente semana, de acuerdo a la biógrafa de Franklin, Brenda Maddox, el 12 de marzo; y supuestamente a informar a Gosling de su regreso a King's.
No es seguro cuanto le tomó a Gosling informar a Franklin, quien se encontraba en Birkbeck, pero su manuscrito original del 17 de marzo no muestra ningún indicio de que sabía del modelo de Cambridge. Franklin modificó este borrador después, antes de publicarlo como el tercero del trío de los artículos de Nature. En respuesta a la recepción de su manuscrito preliminar, el 18 de marzo, Wilkins escribió lo siguiente: «Me parece que son un par de viejos rebeldes pero, de cualquier manera, puede que se hayan hecho de algo».
Semanas más tarde, el 10 de abril, Franklin escribió a Wilkins, solicitando permiso para ver su modelo. Franklin mantuvo su escepticismo sobre la creación de modelos prematuramente aun después de haber visto el modelo de Watson y Crick y se mantuvo poco impresionada. Se encuentra reportado que ella comentó «Es muy bonito, pero ¿cómo van a comprobarlo?» Como científica experimental, Franklin parece haber estado interesada en producir evidencia mucho más relevante, antes de publicar un modelo propuesto en el momento de haber sido probado. Por ello, su respuesta al modelo de Watson y Crick fue para conservar su forma cautelosa de hacer ciencia.
Crick y Watson publicaron su modelo en Nature el de 25 de abril en 1953 en un artículo que describe la estructura de doble hélice del ADN, con una nota a pie reconociendo "haberse sentido estimulados por el conocimiento de las contribuciones «no publicadas» de «Franklin y Wilkins». Aunque solo fuera un mínimo elemental, tenían suficiente información específica obtenida por Franklin y Gosling en la cual basar su modelo. Como resultado de un trato realizado por los dos directores del laboratorio, los artículos de Franklin y Wilkins, que incluían sus datos de difracción rayos X, fueron modificados y publicados en segundo y tercer lugar en el mismo número de Nature, lo cual aparentaba que eran únicamente un apoyo al papel teórico de Watson y Crick que proponía un modelo para la forma B del ADN.
Así como lo había hecho Franklin, la mayor parte de la comunidad científica se mostró reticente en aceptar el modelo de la doble hélice en un inicio, pero muchos genetistas aceptaron el modelo debido a sus obvias implicaciones genéticas.

## Birkbeck College

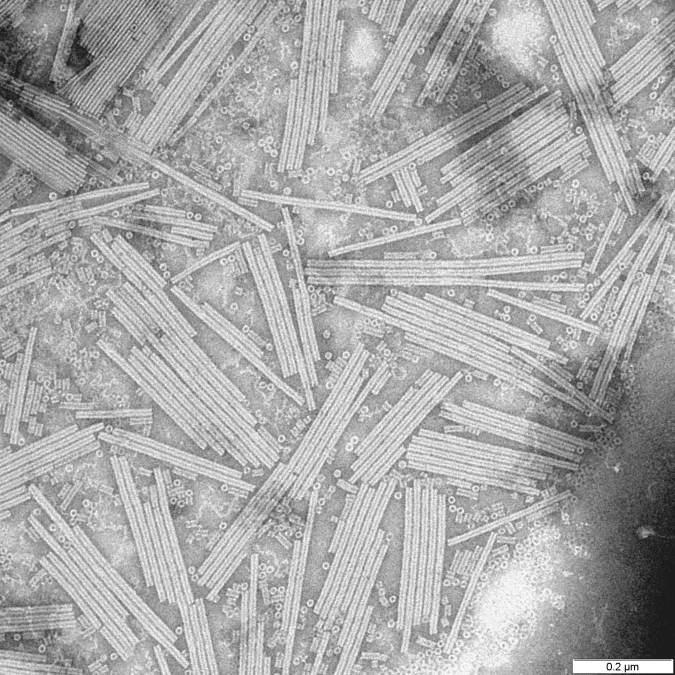
Micrografía electrónica del virus del mosaico del tabaco

Franklin dejó King's College, Londres a mediados de marzo en 1954, para ir a Birkbeck College, en una transferencia que había planeado por algún tiempo, la cual ella describió (en una carta a Adrienne Weill en París) como «mudarse de un palacio a los barrios bajos... pero más agradable al mismo tiempo». Fue reclutada por el director del departamento de física J. D. Bernal, un brillante cristalógrafo quien resultó ser un comunista irlandés, conocido por promover mujeres cristalógrafas. Franklin trabajó como científica sénior con su propio grupo de investigación, financiado por el Consejo de Investigación en Agricultura. A pesar de las últimas palabras de Bernal (al ser despedido) para detener su interés en los ácidos nucleicos, ayudó a Gosling a acabar su tesis, aunque ya no fuera su supervisora oficial. Juntos publicaron la primera evidencia de dobles hélices en la forma A del ADN en el ejemplar de julio de Nature de 1953.

### Investigación del ARN
Además, continuó explorando otro de los ácidos nucleicos más importantes, el ARN, una molécula igual de crucial para la vida que el ADN. Volvió a utilizar cristalografía de rayos X para estudiar la estructura del virus del mosaico del tabaco (TMV, por sus siglas en inglés), un virus de ARN. Su reunión con Aaron Klug a principios de 1954 generó una larga y exitosa relación de trabajo. Klug apenas había recibido su doctorado por el Trinity College, Cambridge, y se había unido a Birkbeck a finales de 1953. En 1955 Franklin publicó el primero de sus trabajos más importantes acerca del TMV en Nature, en el cual describió que todos las partículas del virus TMV tenían la misma longitud. Lo anterior contradecía las ideas del eminente virólogo Norman Pirie, aunque a final de cuentas, ella estaba en lo correcto.
Franklin asignó el estudio de la estructura del TMV completa a su estudiante de doctorado, Kenneth Holmes. Pronto descubrieron que la cobertura del TMV eran proteínas acomodadas en forma de hélice. Su colega Klug trabajó con virus esféricos con su estudiante John Finch, con Franklin coordinando y supervisando el trabajo. En equipo, desde 1956, empezaron a publicar estudios muy influyentes acerca del TMV, virus del pepino 4 y el virus del mosaico amarillo del nabo.
Franklin también tuvo un asistente de investigación, James Watt, subsidiado por la Junta Nacional de Carbón; en ese tiempo, también era la líder del grupo ARC de Birkbeck. Los miembros del equipo de Birkbeck continuaron con virus de ARN que afectan muchas plantas, dentro de las cuales se encuentran las papas, el nabo, el tomate y el chícharo. En 1955 se unió al equipo un estudiante postdoctoral estadounidense llamado Donald Caspar. Él se enfocó en la localización precisa de moléculas de ARN en el TMV. En 1956, él y Franklin publicaron artículos individuales, pero complementarios en una edición de marzo de Nature, en la que mostraban que el ARN en el TMV se encuentra ceñido a la superficie interna del virus hueco. Caspar no era un escritor entusiasta, al punto en el que Franklin tuvo que escribir el manuscrito entero por él.
En 1957, su beca de investigación proporcionada por el ARC expiró; sin embargo, se le otorgó una extensión con vigencia de un año, de modo que finalizaría en marzo de 1958. Gracias a esto, solicitó una beca nueva al Instituto Nacional de Salud de los Estados Unidos, que fue aprobada proveyendo 10 000 libras por tres años, el fondo más grande alguna vez recibido en Birkbeck.
El primer acontecimiento internacional después de la Segunda Guerra Mundial, llamado denominado Expo 58, tomaría lugar en Bruselas en 1958. Se extendió una invitación a Franklin para realizar un modelo de TMV de 5 pies de alto, el cual comenzó en 1957. Sus materiales fueron bolas de ping pong y agarraderas de plástico de manubrios de bicicleta. La feria mundial de Bruselas, la cual contaba con una exhibición de su modelo del virus en el Pabellón Internacional de Ciencia, abrió el 17 de abril, justo el día después de su muerte.

### Polio Virus

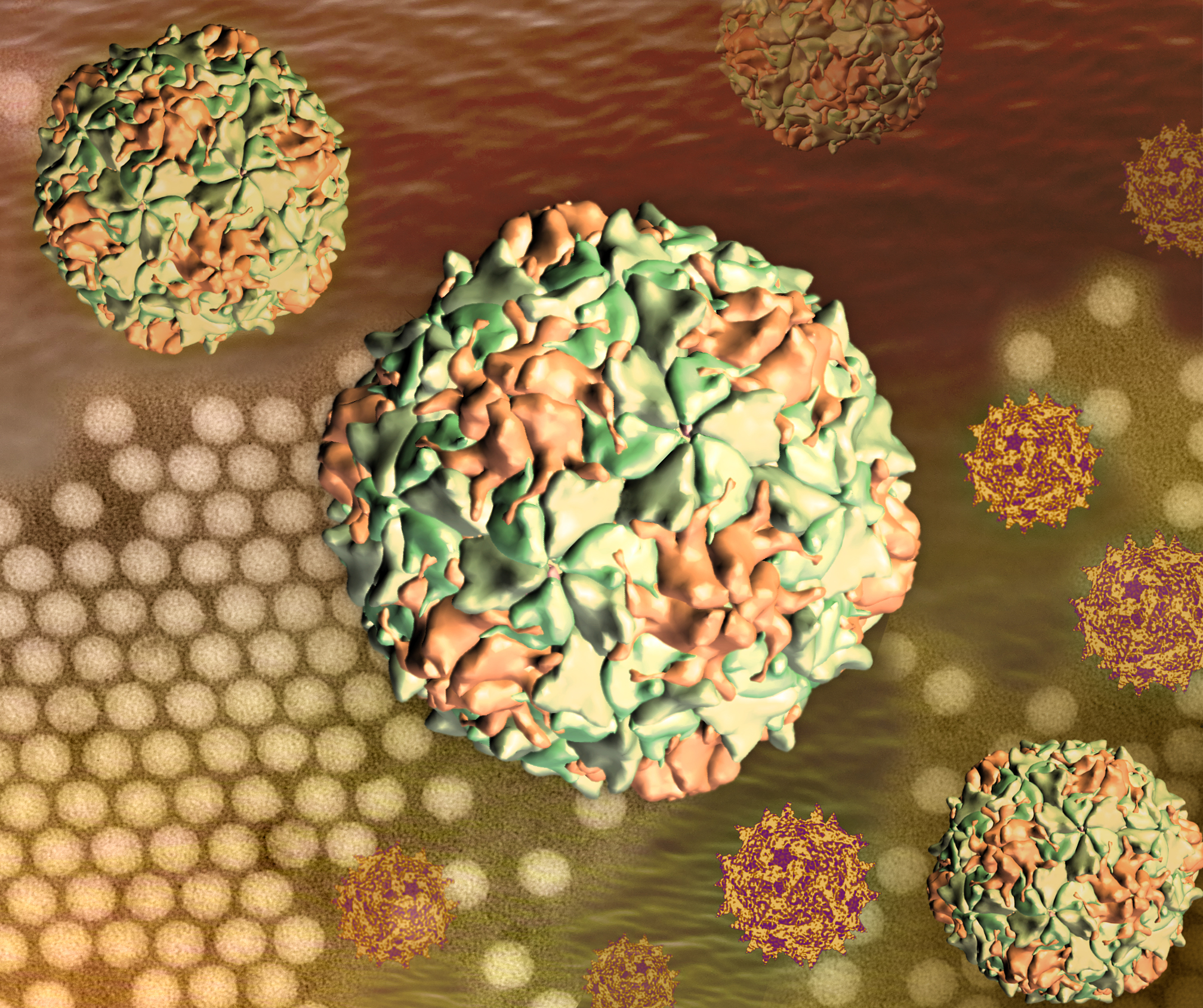
La apariencia estructural del Polio virus.

En 1956, Franklin visitó la Universidad de California, Berkeley, donde sus compañeros sugirieron que su grupo investigara el polio virus. En 1957, solicitó una subvención del Servicio de Salud Pública de los Institutos Nacionales de Salud de los Estados Unidos, que aprobó £ 10,000 durante tres años, el fondo más grande jamás recibido en Birkbeck. En su solicitud de subvención, Franklin mencionó su nuevo interés en la investigación de virus animales. Obtuvo el consentimiento de Bernal en julio de 1957, aunque surgieron serias preocupaciones después de que Franklin revelara sus intenciones de investigar el virus de la poliomielitis en Birkbeck en vivo, en lugar de muerto. Finalmente, Bernal dispuso que el virus se almacenara de manera segura en la Escuela de Higiene y Medicina Tropical de Londres durante la investigación del grupo. Con su grupo, Franklin comenzó a descifrar la estructura del virus de la poliomielitis mientras estaba en un estado cristalino. Intentó montar los cristales del virus en tubos capilares para estudios de rayos X, pero se vio obligada a terminar su trabajo debido a su salud rápidamente deteriorada.
Su equipo de investigación principal en Birkbck College, Londres, Klug, Finch y Holmes se trasladaron al Laboratorio de Biología Molecular en Cambridge en 1962.

## Vida personal
Franklin se describía como agnóstica. Su falta de fe religiosa al parecer no provenía de ninguna influencia externa, sino de su propia mente inquisitiva. Desde pequeña desarrolló una actitud escéptica. Su madre recordó que, al oponerse a creer en la existencia de Dios, Rosalind dijo: «Bueno, pues de cualquier manera, ¿cómo sabes que Él no es Ella?». Posteriormente, ella puntualizó su opinión basándose en su experiencia científica, y le escribió a su padre en 1940:

La ciencia y la vida diaria no pueden y no deberían ser separadas. La ciencia, para mí, otorga una explicación parcial de la vida... No acepto tu definición de fe, es decir, en la vida después de la muerte.... Tu fe se basa en tu futuro y el de otros como individuos; la mía, en mí futuro y en el de mis sucesores. Me parece que la tuya es más egoísta... Refiriéndome a la pregunta de un Creador. ¿Creador de qué?... No veo razón para creer que el creador del protoplasma o de la materia primigenia tenga alguna razón para sentir interés por nuestra insignificante raza en un pequeño rincón del universo.

Aunque, por otra parte, nunca abandonó las tradiciones judías. Dado que era la única estudiante judía en Lindores School, tomaba lecciones de hebreo por su cuenta mientras sus amigas iban a la iglesia. Se unió a la Sociedad Judía a los 27, por respeto a la petición que le hizo su abuelo. Franklin le confió a su hermana que ella «siempre fue judía a conciencia».
A Franklin le encantaba viajar fuera del país, y en particular, practicar el excursionismo. Ella «calificó por primera vez en Navidad de 1929» para unas vacaciones en Menton, Francia, donde su abuelo se refugiaba del invierno inglés. Su familia vacacionaba frecuentemente en Gales o Cornualles. Un viaje a Francia en 1938 generó en ella un amor duradero por el país y por su lenguaje. Consideraba el estilo de vida francés como «muy superior al estilo de vida inglés». En contraste, describió a los ingleses como personas que «poseían caras ausentes y estúpidas y una complacencia infantil». Su familia casi queda atrapada en Noruega en 1939, pues la Segunda Guerra Mundial inició mientras iban camino a casa. En otra ocasión, en 1946, hizo una excursión a los Alpes franceses con Jean Kerslake que casi le cuesta la vida. Resbaló en una pendiente y apenas pudo ser rescatada. ] No obstante, escribió a su madre: «Estoy segura de que podría merodear felizmente en Francia por siempre. Amo la gente, el país y la comida».
Realizó varios viajes profesionales a Estados Unidos y se comportaba especialmente jovial con sus amigos estadounidenses, demostrando constantemente un buen sentido del humor. William Gonza, de la Universidad de California, Los Ángeles, comentó que ella era el perfecto opuesto de la descripción que Watson había hecho sobre ella, y Maddox comentó que los estadounidenses disfrutaban su «lado alegre».
Watson, en La doble hélice, se refiere a Franklin como "Rosy" la mayor parte de las veces, el apodo que la gente del King's College utilizaba a sus espaldas. A ella no le gustaba que la llamaran de ese modo, pues tuvo una tía abuela Rosy. Dentro de su familia le decía "Ros". Para los demás, respondía a Rosalind. Esto lo dejó en claro a una amiga estadounidense que la visitaba, Dorothea Raacke, mientras estaban sentadas en la mesa de Crick, en el bar The Eagle. Raacke le preguntó cómo debería llamarla, a lo que ella contestó: «Me temo que Rosalind», y agregó: «Definitivamente no Rosy».
Frecuentemente expresaba sus opiniones políticas. Inicialmente culpaba a Winston Churchill por favorecer la posibilidad de la guerra, pero posteriormente lo admiró por sus discursos. Apoyaba activamente a John Alfred Ryle, Profesor Regente de Física en la Universidad de Cambridge, como un candidato independiente para miembro del parlamento en 1940, lo cual fue en vano.
No parecía tener una relación íntima con nadie y mantuvo sus sentimientos más profundos para sí misma. Desde su infancia evitó amistades cercanas con el sexo opuesto. Una vez en la que sus primos los visitaron, ella le pagó a Roland para acompañarlos. Años después, Evi Ellis, quien en ese entonces estaba casada con Ernst Wohlgemuth, se había mudado a Notting Hill desde Chicago e intentó que iniciara una relación con Ralph Miliband, pero falló. Franklin le dijo a Evi que su compañero de cuarto le quería invitar un trago, pero ella no entendió sus intenciones. Ella estaba perdidamente enamorada de su mentor francés Mering, quien tenía esposa y una amante. Mering también admitió que su «inteligencia y belleza» lo cautivaban. Según Sayre, ella confesó sus sentimientos por Mering mientras le hacían una cirugía, pero su familia lo negó. Mering lloró cuando la visitó posteriormente, y destruyó todas sus cartas.
Su relación personal más cercana probablemente fue con su estudiante de postdoctorado, Donald Caspar. En 1956, lo visitó en su hogar en Colorado, después de ir a un viaje por la Universidad de Berkeley, California, y se supo que Franklin comentó que Caspar «fue alguien a quien pudo haber amado, incluso casarse con él». En su carta a Sayre, lo describió como «un partido ideal».

## Enfermedad y muerte
A mediados de 1956, durante un viaje de trabajo en Estados Unidos, Franklin comenzó a sospechar que tenía un problema de salud. En Nueva York, no pudo negar el hecho de que su estómago estaba inflamado. Al regresar a Londres, consultó a Mair Livingstone, quien le dijo: «no estás embarazada», a lo que ella replicó: «desearía estarlo». Su diagnóstico reveló que no estaba embarazada, y su caso fue marcado como «urgente». Una operación el 4 de septiembre del mismo año reveló tumores en su abdomen. Después de este periodo de hospitalización, Franklin pasó tiempo convaleciendo con varios amigos y parientes, como Anne Sayre, Francis Crick y su esposa Odile, con quien Franklin tenía ya una gran amistad; y con la familia de Roland y Nina Franklin, siendo los sobrinos de Rosalind quiénes le ayudaron a sentirse mejor.
Franklin decidió no quedarse con sus padres, debido a que la aflicción y el llanto de su madre la trastornaban demasiado. Aun cuando estaba tomando tratamiento para el cáncer, Franklin y su grupo continuó trabajando y generando resultados: siete artículos en 1956 y seis más en 1957. En 1957, el grupo también trabajaba en el virus de la polio, y gracias a estas publicaciones obtuvo fondos del Servicio Público de Salud y de los Institutos Nacionales de Salud en los Estados Unidos.
A finales de 1957, Franklin enfermó de nuevo y fue internada en el Hospital Royal Marsden. El 2 de diciembre escribió su testamento. Designó a sus tres hermanos como albaceas y a Aaron Klug como el principal beneficiario, que recibiría 3000 libras y su auto Austin. Sus otros amigos obtendrían: Mair Livingstone, 2000 libras; Anne Piper, 1000 libras, y su enfermera, la Srta. Griffith, 250 libras. La cantidad restante se usaría para la caridad. Regresó al trabajo en enero de 1958, y recibió el nombramiento de Asociada de Investigación Biofísica el 25 de febrero. Recayó el 30 de marzo, y el 16 de abril de 1958 murió de bronconeumonía, carcinomatosis secundaria y cáncer de ovario en Chelsea, Londres. Es posible que la exposición a los rayos X haya sido uno de los factores de riesgo, además de la predisposición genética.
Otros miembros de su familia murieron de cáncer, y se sabe que la incidencia de cáncer ginecológico es particularmente alta entre los judíos askenazíes. Su acta de defunción dice: «Científica investigadora, soltera, hija de Ellis Arthur Franklin, banquero». Fue enterrada el 17 de abril de 1958 en una sección familiar en el Cementerio Judío de la Sinagoga de Willesden, en el London Borough of Brent, con el epitafio siguiente:

EN MEMORIA DE 
 ROSALIND ELSIE FRANKLIN 
 מ' רחל בת ר' יהודה 
 QUERIDA HIJA MAYOR DE 
 ELLIS Y MURIEL FRANKLIN 
 25 DE JULIO DE 1920 - 16 DE ABRIL DE 1958 
 CIENTÍFICA 
 SU INVESTIGACIÓN Y SUS DESCUBRIMIENTOS EN MATERIA DE 
 VIRUS QUEDAN COMO UN BENEFICIO 
 PARA LA HUMANIDAD 
 ת נ צ ב ה [Iniciales en hebreo que indican: "Su alma permanecerá guardada en el hacecillo de la vida".]

## Controversias póstumas
Han surgido diversas controversias después de la muerte de Franklin:

### Alegatos de sexismo
Sayre, una de las biógrafas de Franklin, afirmó: «En 1951 ... el King's College como institución no se distinguía por la bienvenida que daban a las mujeres... Rosalind... no estaba acostumbrada al purdah (una forma religiosa y social de exclusión femenina) ... había únicamente otra mujer científica en el personal del laboratorio». Andrzej Stasiak declara: "El libro de Sayre se cita continuamente en los círculos feministas, para exponer el fuerte sexismo en el ámbito de las ciencias". Farooq Hussain afirma: "había 7 mujeres en el departamento de biofísica... Jean Hanson llegó a ser una de ellas, la Dama de Honor B. Fell, directora del Laboratorio Strangeways, supervisaba a los biólogos". Maddox anota: «Randall... contaba con muchas mujeres dentro de su personal... ellas lo consideraban... empático y servicial».
Sayre sostiene: «mientras los empleados masculinos en Kings almorzaban en un comedor grande y cómodo con aires de club», los miembros femeninos de distintos rangos «almorzaban en el vestíbulo de estudiantes o apartadas de las inmediaciones del edificio». Elkin afirma que, generalmente, la mayor parte del grupo del CIM comían juntos (incluida Franklin) en el comedor mixto que se menciona en las líneas siguientes. Maddox declara de Randall: «Le gustaba ver a su gente, hombres y mujeres, reunirse para el café matutino y en el almuerzo en el comedor mixto, donde él comía casi todos los días». Francis Crick también comentó que «sus colegas trataban a hombres y mujeres científicos por igual».
Sayre también argumenta sobre la lucha de Franklin, respecto a seguir el camino de la ciencia y la preocupación que su padre tenía por el hecho de que las mujeres obtuvieran puestos académicos. Esta manifestación ha sido tomada como base para acusar a Ellis Franklin de sexismo contra su hija. Una cantidad de información importante declara explícitamente que él se oponía a que ella ingresara al Newnham College. La biografía del Servicio Público de Divulgación (Public Broadcasting Service (PBS) afirma incluso que él se negaba a pagar sus gastos, y que una tía tuvo que apoyarla. Su hermana Jenifer Glynn explica que estas historias son mitos y que los padres de Franklin pagaron su carrera completa.
Se ha criticado a La doble hélice, que son las memorias de James Watson publicadas 10 años después de la muerte de Franklin y de que Watson regresara de Cambridge a Harvard, por estar impregnadas de sexismo. Su colega de Cambridge, Peter Pauling, escribió en una carta: «Se supone que Wilkins está haciendo este trabajo. La señorita Franklin es tonta, evidentemente». Crick reconoce después: «Me temo que tendíamos a adoptar, digamos, una actitud «condescendiente» con ella».
Glynn acusa a Sayre de transformar a su hermana en una heroína feminista, y a La doble hélice de Watson como la raíz de lo que él llama «la industria Rosalind». Ella conjetura que estas supuestas historias de sexismo «la habrían avergonzado casi tanto como le habría molestado el testimonio de Watson», y declaró que «ella nunca fue feminista» Klug y Crick concordaron también en que ella definitivamente no era feminista.
Una carta de Franklin a su familia en enero de 1939 se toma como una demostración de su propia actitud perjudicada y del hecho de que «ella no era inmune al terrible sexismo en esos círculos». En la carta, dijo que una catedrática era «muy buena, pero mujer». Pero Maddox explica que era más bien un comentario circunstancial que un prejuicio de género. De hecho, ella se reía de los hombres que se sentían avergonzados por el nombramiento de la primera profesora mujer, Dorothy Garrod.

### Contribuciones al modelo del ADN
La primera contribución importante al modelo de Watson y Crick fue su cátedra en el seminario en noviembre de 1951, donde presentó a los presentes, entre ellos Watson, las dos formas de la molécula, A y B, y el planteamiento de que las unidades de fosfato se ubican en la parte externa de la molécula. Además, especificó la cantidad de agua encontrada en la molécula de acuerdo a otras partes de la misma, datos que son de considerable importancia en términos de estabilidad molecular. Franklin fue la primera que describió y formuló estos hechos, que en realidad constituyeron la base para todos los demás intentos de creación de modelos de esta molécula. Sin embargo Watson, en el momento ignorante de la química pertinente, no comprendió la información crucial, lo que llevó a la construcción de un modelo erróneo.
La otra contribución incluye una fotografía de rayos X de B-ADN, (llamada fotografía 51), que Wilkins mostró brevemente a Watson en enero de 1953, y un reporte escrito para una visita del comité de biofísica del CIJ al King's College en diciembre de 1952. Perutz, supervisor de tesis de Crick y miembro del comité de visita al CIJ, entregó este reporte a Crick, quien en ese momento trabajaba en su tesis sobre la estructura de la hemoglobina.
La biografía de Franklin, escrita por Sayre, contiene una historia que declara que Wilkins mostró la fotografía 51 a Watson sin permiso de Franklin, y que esto es un ejemplo de ausencia de ética científica. Otros rechazan esta teoría, y aseguran que Watson había recibido esta fotografía a través de Gosling, el estudiante de doctorado de Franklin porque ella ya se iba de King's College para trabajar en Birkbeck, y que no había nada negativo en ello, pues el director Randall insistió en que todo el trabajo sobre ADN pertenecía exclusivamente al King's College y que inclusive había ordenado a Franklin, a través de una carta, que dejara de trabajar en la molécula y mandara su información. Horace Freeland Judson dejó implícito que Maurice Wilkins tomó la fotografía del cajón de Franklin, pero se dice que esto también es incorrecto.
De igual modo, Perutz «no consideró dañino» mostrar a Crick el reporte del CIJ que contenía las conclusiones de Franklin y Gosling sobre sus análisis de los datos de sus estudios con rayos X, debido a que no había sido marcado como confidencial, aunque este «no estuviera predestinado para ser visto por externos». Después de que la publicación de La doble hélice de Watson expusiera las acciones de Perutz, recibió tantas cartas juzgando su juicio que sintió la necesidad de contestarlas todas, y de revelar una afirmación general en Science excusándose por ser «inexperto en asuntos administrativos».
Perutz también declaró que la información del CIJ ya se encontraba disponible para el equipo de Cambridge, cuando Watson había asistido al seminario en noviembre de 1951. La versión preliminar de mucho del material contenido en el reporte del CIJ de diciembre de 1952 había sido presentada por Franklin en una plática que había impartido en noviembre de 1951, a la cual Watson asistió pero no comprendió.
La carta de Perutz era una de 3 cartas publicadas junto otras de Wilkins y Watson, que argumentaban sobre sus distintas contribuciones. Watson aclaró la importancia de los datos obtenidos del reporte del CIJ ya que él no había capturado esta información cuando atendió la cátedra de Franklin en 1951. La culminación de todo esto sucedió cuando Crick y Watson comenzaron a crear su modelo en febrero de 1953 y trabajaban con parámetros críticos que habían sido determinados por Franklin en 1951 y que ella y Gosling habían refinado significativamente en 1952, junto con sus datos publicados y otros muy similares a los disponibles en King's. Se creía, de modo general, que Franklin nunca fue consciente de que sus estudios habían sido utilizados durante la construcción del modelo, pero Gosling afirmó en una entrevista en 2013: «Sí. Ella sabía de ello».
En 2023, un artículo inédito para la revista Time en 1953 reveló dos documentos que mostraban una estrecha colaboración de Franklin con Watson y Crick. Informando en Nature, los historiadores de la ciencia Nathaniel C. Comfort, de la Universidad Johns Hopkins, y Matthew Cobb, de la Universidad de Mánchester, concluyeron que "el descubrimiento de la estructura del ADN no fue visto [en 1953] como una carrera ganada por Watson y Crick, sino como el resultado de un esfuerzo conjunto".

### Reconocimiento de sus contribuciones al modelo del ADN
Una vez completado el modelo, Crick y Watson invitaron a Wilkins a ser coautor del artículo en el que se describía la estructura. Wilkins rechazó la oferta, ya que no había participado en su construcción. Después expresó arrepentimiento de que no hubiera habido mayor discusión sobre la coautora, pues esto habría podido ayudar a esclarecer qué tanto contribuyó el King's College al descubrimiento. No cabe duda de que la información experimental de Franklin fue utilizada por Watson y Crick para construir su modelo de ADN en 1953. Algunos, incluido Maddox, que se cita en los párrafos siguientes, han explicado esta omisión en las citas como una cuestión de referencias, pues habría resultado muy difícil citar los resultados no publicados del reporte del CIJ que habían visto.
Habría sido difícil de manejar un reconocimiento puntual, debido a la manera en que se transfirieron los datos del King's College a Cambridge. No obstante, había métodos disponibles. Watson y Crick podrían haber citado el reporte del CIJ como comunicación personal y podrían haber citado los artículos con estatus de edición del Acta o, aún más fácil, el tercer artículo de Nature que también sabían que estaba en estatus de edición. Uno de los logros más importantes de la aclamada biografía de Maddox es que el autor presentó un caso bien recibido de reconocimiento inadecuado. El reconocimiento otorgado que le dieron fue muy apagado y siempre emparejado al nombre de Wilkins.
Veinticinco años después de lo ocurrido, las primeras citas claras a las contribuciones de Franklin aparecen en La doble hélice, pues se perneó el testimonio de Watson, aunque estas estén enterradas bajo descripciones (que en varios casos son muy negativas) de Franklin durante su periodo de trabajo en el ADN. Esta actitud alcanza su clímax en la confrontación que tuvieron Watson y Franklin gracias a una impresión previa del manuscrito erróneo de Pauling sobre el ADN. Las palabras de Franklin motivaron a Sayte para escribir su refutación, en el capítulo 9 de la cual, titulado "Winner Take All", se halla la estructura de un sumario legal que describe y analiza el tema del reconocimiento.
El análisis inicial de Sayre se ignora frecuentemente debido a los matices feministas que pueden percibirse en su libro.[cita requerida] En el artículo original, Watson y Crick no citaron el trabajo con rayos X de Wilkins ni el de Franklin. De cualquier modo, ellos admiten "haberse sentido estimulados por el conocimiento general de la naturaleza de los resultados experimentales e ideas «no publicadas» del doctor M. H. F. Wilkins y de la doctora R. E. Franklin y sus compañeros en el King's College de Londres. Watson y Crick no tenían datos experimentales para respaldar su modelo. Fue la publicación de Franklin y Gosling en el mismo ejemplar de Nature, con la imagen del ADN tomada con rayos X, que sirvió como evidencia principal, en la cual concluyeron:

Por tanto, nuestras ideas no son inconsistentes con el modelo propuesto por Watson y Crick en las secciones precedentes.

### Premio Nobel
Franklin nunca estuvo nominada para un Premio Nobel. Murió en 1958, y durante su tiempo en vida la estructura del ADN no se consideraba completamente probada. A Wilkins y sus colegas les tomó alrededor de siete años recabar suficiente información para comprobar y refinar la estructura propuesta del ADN. Aún más, su importancia biológica, propuesta por Watson y Crick, no se había determinado. La aceptación general para la doble hélice del ADN y su función no se determinó sino hasta los últimos años de la década de 1950, lo cual propició nominaciones para el Nobel de Fisiología o Medicina en 1960, 1961 y 1962, y en 1962 para el Premio Nobel de Química. El primer suceso notorio con respecto a lo anterior fue realizado por Matthew Meselson y Franklin Stahl en 1958, quienes mostraron de modo experimental la replicación de ADN de la bacteria Escherichia coli. A través del experimento Meselson-Stahl, se mostró cómo el ADN se replica para formar dos hélices de dos cadenas cada una, y cada una de estas hélices porta una de las cadenas originales de ADN. Este concepto de replicación de ADN se estableció con firmeza alrededor de 1961 después de su demostración en otras especies y de la reacción química paso a paso. De acuerdo con la carta de Crick y Monod de 1961, esta prueba experimental y la iniciación del trabajo de difracción sobre el ADN iniciado por Wilkins fueron las razones por las cuales a Crick le pareció que Wilkins debió de haber sido incluido en el Premio Nobel referente al ADN.
En 1962, Crick, Watson y Wilkins recibieron el Premio Nobel. No está claro si Franklin debió haber sido incluida, en caso de que hubiera estado viva. El premio se otorgó por su trabajo completo y no específicamente por el descubrimiento de la doble hélice. Cuando el premio se otorgó, Wilkins había estado estudiando la estructura del ADN durante más de 10 años y había contribuido de manera importante para confirmar el modelo de Watson y Crick. Crick había trabajado en el código genético en Cambridge, y Watson en el ARN durante algunos años. Watson ha sugerido que idealmente, Wilkins y Franklin debieron haber ganado el Premio Nobel de Química.
También es interesante que el colega de Franklin y principal beneficiario de su testamento, Klug, fue el único ganador del premio de Química en 1982, «por su desarrollo de la microscopía cristalográfica de electrones y su elucidación estructural de complejos ácido nucleico-proteína biológicamente importantes». Este trabajo fue exactamente lo que Franklin había iniciado y que presentó a Klug. Es altamente plausible que, si ella hubiera estado viva, habría compartido el Nobel con él.

## Reconocimientos póstumos
- 1982, Iota Sigma Pi designó a Franklin como Miembro Honorario Nacional.[228]

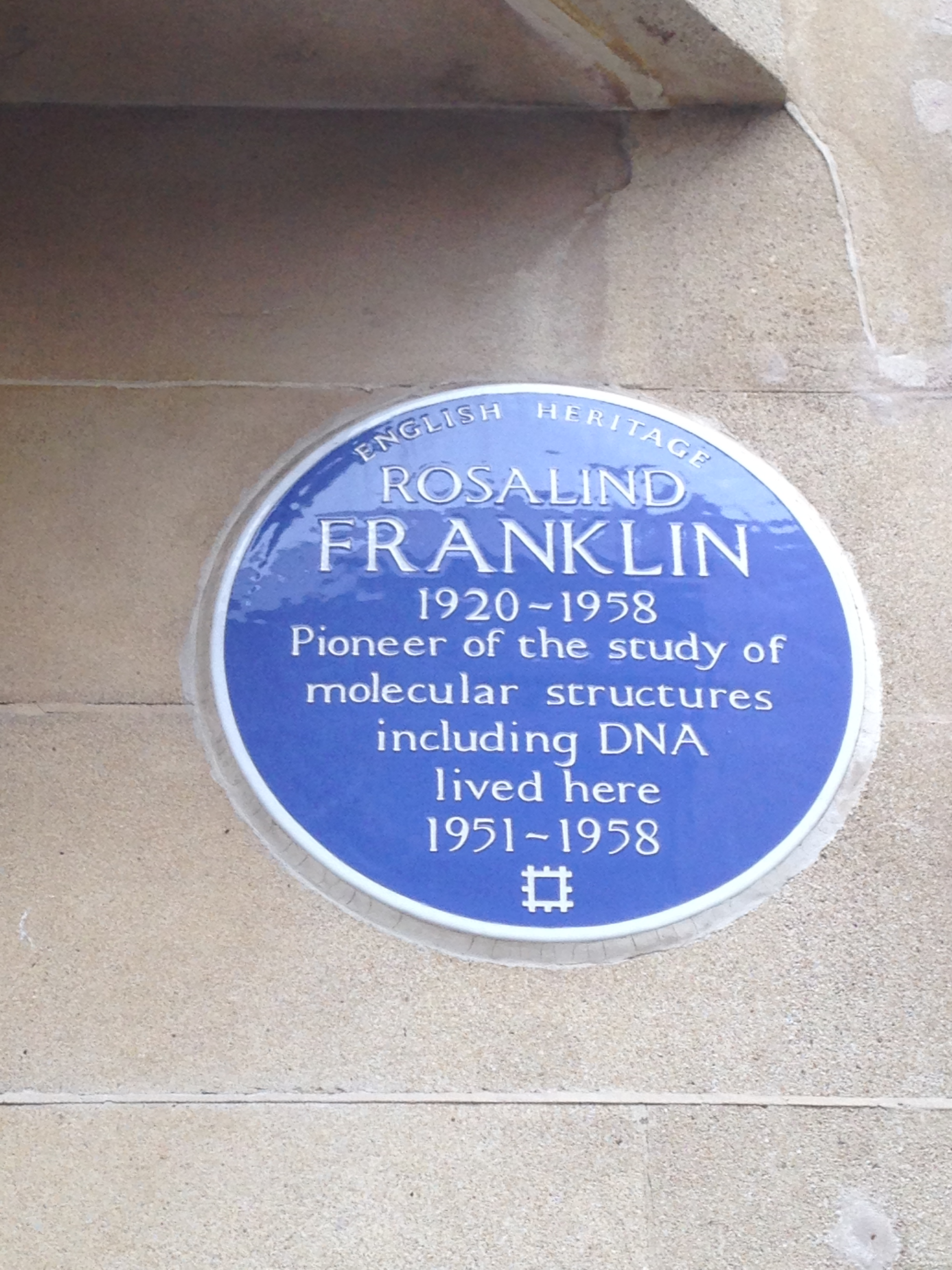
Placa azul en SW10, Drayton Gardens, Donovan Court.

- 1992, English Heritage (Patrimonio Inglés) colocó una placa azul en el muro de entrada de SW10, Drayton Gardens, 107, Donovan Court, donde Rosalind Franklin vivió durante su carrera profesional hasta su muerte.[229] La inscripción dice «Rosalind Franklin, 1920-1958, pionera en el estudio de estructuras moleculares, incluido el ADN, vivió aquí en 1951-1958».[230]
- 1993, el King's College de Londres renombró la Residencia Orchard como Rosalind Franklin Hall en su campus de Hampstead, en la avenida Kidderpore.[231]
- 1993, King's College de Londres colocó una placa azul en su muro exterior, con la inscripción: «R. E. Franklin, R. G. Gosling, A. R. Stokes, M. H. F. Wilkins, H. R. Wilson King's College London/Estudios de ADN con difracción de rayos X 1953».[232]
- 1995, el Newnham College abrió una residencia para estudiantes de posgrado, llamada Edificio Rosalind Franklin,[233] y colocó un busto suyo en su jardín.[234][235]
- 1997, la Escuela de Cristalografía de Birkbeck, Universidad de Londres, inauguró el Laboratorio Rosalind Franklin.[236]
- 1997, el asteroide descubierto en 1997 recibió el nombre (9241) Rosfranklin.
- 1998, la Galería Nacional de Retratos en Londres agregó el retrato de Rosalind Franklin junto a los de Francis Crick, James Watson y Maurice Wilkins.[237]
- 1999, el Instituto de Física en Portland Place, Londres, renombró a su teatro como El Teatro de Cátedras Franklin.[238]
- 2000, el King's College de Londres creó el Edificio Franklin-Wilkins en honor al trabajo de ambos en la universidad.[22] En 1994, el King's College había llamado a uno de los vestíbulos en las residencias del Campus Hampstead en memoria de Rosalind Franklin.
- 2001, el Instituto Nacional del Cáncer estadounidense creó el Premio Rosalind E. Franklin para mujeres en investigación del cáncer.[239]
- 2003, la Real Sociedad de Londres creó el Premio Rosalind Franklin, para contribuciones sobresalientes en cualquier área de ciencias naturales, ingeniería o tecnología.[240]
- 2003, la Real Sociedad de Química declaró al King's College de Londres como un "Sitio Histórico Nacional de la Química" y colocó una placa en el muro cerca de la entrada del edificio, con el epitafio: «Cerca de este sitio Rosalind Franklin, Maurice Wilkins, Raymond Gosling, Alexander Stokes y Helbert Wilson llevaron a cabo experimentos que llevaron al descubrimiento de la estructura del ADN. Estos estudios revolucionaron nuestro entendimiento de la química detrás de la vida misma».[241]

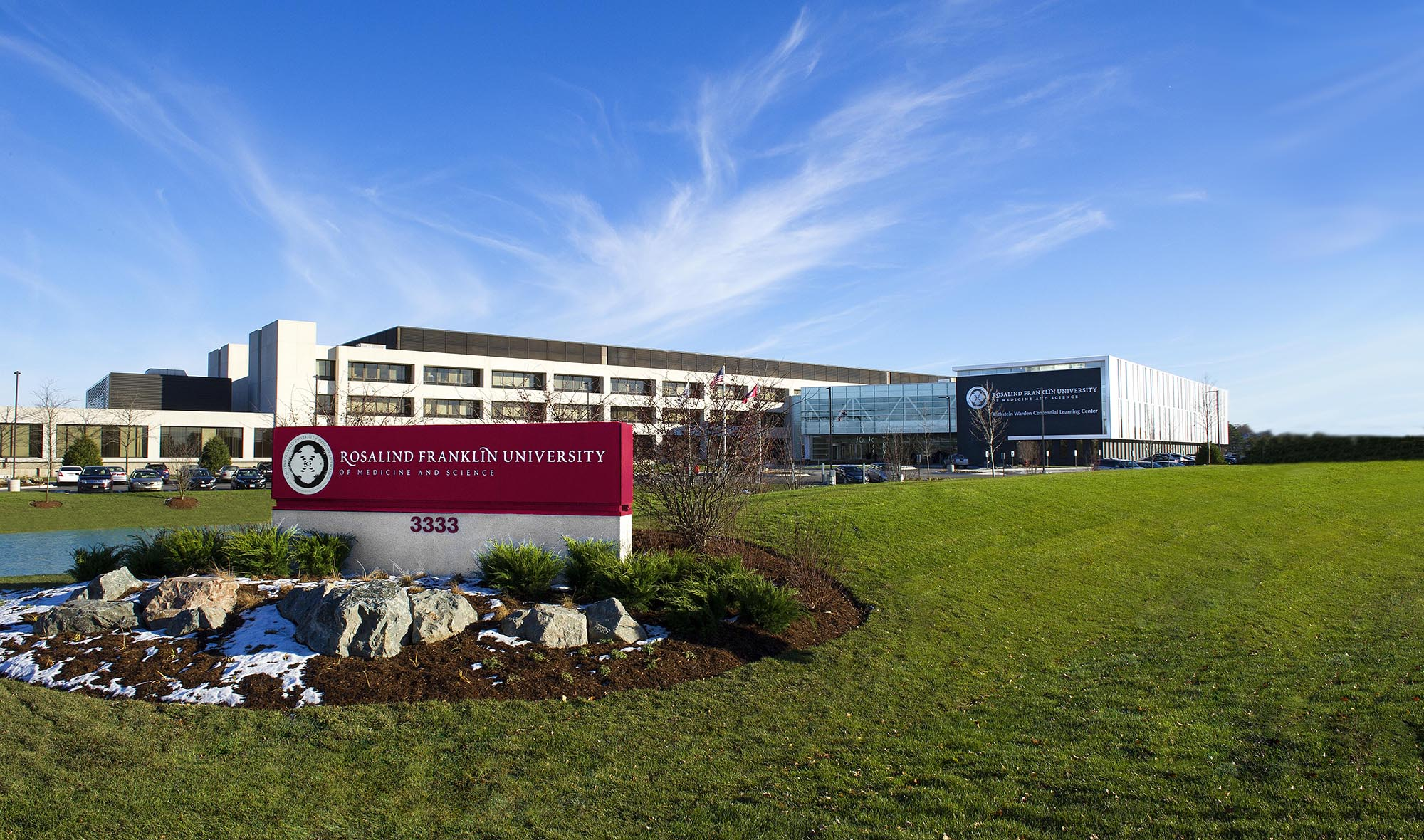
Universidad Rosalind Franklin de Medicina y Ciencia en Illinois

- 2004, la Universidad de Finch de Ciencias de la Salud/la Escuela Médica de Chicago, localizadas en Chicago del Norte, Illinois cambiaron su nombre por el de Universidad de Medicina y Ciencias Rosalind Franklin.[242] También adoptó el nuevo lema "Vida en el Descubrimiento", y comenzó a utilizar la fotografía 51 como su logo.[243]
- 2005, la inscripción en la escultura del ADN (que fue donada por James Watson) ubicada afuera de Clare College, El Patio Memorial de Cambrige dice: a) en la base: i) «Estas cadenas se desenredan durante la reproducción celular. Los genes están codificados en la secuencia de las bases». y ii) «El modelo de la doble hélice fue apoyado por el trabajo de Rosalind Franklin y Maurice Wilkins», así como b) En las hélices: i) «La estructura del ADN fue descubierta en 1953 por Francis Crick y James Watson mientras vivían aquí en Claire», y ii) «La molécula de ADN tiene dos cadenas helicoidales que se encuentran unidas por los pares de bases adenina-timina o guanina-citosina».[244]
- 2006, se fundó en Nueva York la Sociedad Rosalind Franklin,[245] la cual tiene como propósito reconocer, fomentar e impulsar las contribuciones de mujeres importantes en las ciencias de la vida y disciplinas afiliadas.[246]
- 2007, la Universidad de Groningen, apoyada por la Unión Europea, lanzó el programa de becas Rosalind Franklin para alentar a investigadoras a convertirse en profesoras universitarias de tiempo completo.[247][248]
- 2008, la Universidad de Columbia otorgó póstumamente un premio honorario Lousia Gross Horwitz a Rosalind Franklin, Ph.D., "por sus contribuciones fundamentales al descubrimiento y de la estructura del ADN".[249]
- La Escuela St Paul's para niñas fundó el Centro de Tecnología Rosalind Franklin.[41]
- 2012, se nombró un proyecto en línea homónimo a Rosalind, el cual enseña programación vía biología molecular.
- 2012, el profesor Lord Robert Winston, inauguró en la Universidad de Nottingham Trent el edificio de investigación Rosalind Franklin, que fue un proyecto multimillonario.[250]
- 2013, Google honró a Rosalind Franklin con un doodle En el que se le puede apreciar observando la estructura de doble hélice del ADN frente a la Fotografía 51.[251][252]
- 7 de marzo de 2013, se colocó una placa en el muro de The Eagle, un pub cerca de la Universidad de Cambridge donde Watson y Crick anunciaron el descubrimiento de la estructura del ADN 60 años atrás.[253][254]
- 2014, el Premio BIO Rosalind Franklin fue establecido por la Organización de la Industria Biotecnológica, en colaboración con la Sociedad Rosalind Franklin, para mujeres sobresalientes en el campo de la biotecnología industrial y bioprocesos.[255]
- 2014, la Universidad de Medicina y Ciencias Rosalind Franklin reveló una estatua de bronce de Franklin, creada por Julie Rotblatt-Amrany, cerca de su entrada delantera.[256] El sobrino de Franklin, Martin Franklin, y su sobrina Rosalind Franklin Jekowsky acudieron a la ceremonia el 29 de mayo.[257]
- 2019, se le asigna el nombre Rosalind Franklin al rover de la misión rusa-europea a Marte ExoMars .[258][259]